# Las 17 Rosas de Guillena
Las 17 Rosas de Guillena es el nombre colectivo dado a un grupo de 17 mujeres vecinas de Guillena, Sevilla, que tras ser trasladadas a Gerena, fueron fusiladas. Los hechos ocurrieron entre el 6 y el 8 de en noviembre de 1937. Sus edades estaban comprendidas entre los 24 y 70 años.

## Historia
Fueron detenidas en septiembre de 1936, torturadas y rapadas. Les dieron un paseo por las calles de Guillena para humillarlas antes de ser trasladadas a Gerena, una localidad cercana. Allí estuvieron presas dos meses en el depósito municipal. En noviembre fueron fusiladas en las tapias del cementerio. En su mayor parte eran esposas de huidos del pueblo, republicanos, simpatizantes o afiliados a partidos de izquierda. Su condena fue ejemplarizante. Aunque habían sido detenidas diecinueve mujeres, dos de ellas fueron indultadas.
Tres documentos obtenidos en el Archivo General Militar de Ávila por el investigador Francisco Javier González Tornero demostraron que la ejecución de las 17 mujeres en 1937 había sido planeada como castigo contra aquellos que auxiliaban a los huidos de la sierra.

## Las 17 Rosas
- Eulogia Alanis García.
- Ana María Fernández Ventura, (1898 - 1937) originaria y residente en el Portugalete sevillano.[6] Tenía dos hijos y era madre soltera.[7]
- Antonia Ferrer Moreno, natural de Ronda.[8]
- Granada Garzón de la Hera, (1875 - 1937) natural y vecina de Guillena.
- Granada Hidalgo Garzón, (1867 - 1937) fue detenida porque leía prensa republicana.[9]
- Natividad León Hidalgo, (1885 - 1937) casada con dos hijos.[1]
- Rosario León Hidalgo, (1896 - 1937) casada con tres hijos.[1]
- Manuela Liánez González,(1890 - 1937) fue detenida por no declarar el paradero de su marido, huido a la entrada de la tropas franquistas en Guillena. Tenían dos hijas.[7][10]
- Trinidad López Cabeza, (1887- 1937) afiliada al PCE.[11] Fue detenida en su casa; su hija mayor se ofreció para ir en su lugar pero no se lo permitieron.[7]
- Ramona Manchón Merino, (1893 - 1937) casada con Antonio Palacios García que también fue asesinado. Tenían cuatro hijos.[1]
- Manuela Méndez Jiménez, (1913 - 1937) su marido, afiliado a un partido de izquierdas, desapareció al entrar las tropas de Carranza en Guillena. Fue detenida por no revelar su paradero. Estaba embarazada. Dejó dos hijos.[12]
- Ramona Navarro Ibáñez, (1913 - 1937) casada con dos hijas.[7]
- Dolores Palacios García, (1891 - 1937) casada con nueve hijos.[1]
- Josefa Peinado López, (1882 - 1937) casada con dos hijos.[7]
- Tomasa Peinado López, (1876 - 1937) casada con cinco hijos.[13]
- Ramona Puntas Lorenzo, (1885 - 1937) casada con una hija. Su marido también fue asesinado.[7]
- Manuela Sánchez Gandullo, (1880 - 1937) su marido era un destacado miembro de Unión Republicana local. Tenían tres hijos.[7]

## Memoria histórica
En 2010 se pudo localizar la fosa común donde habían sido enterradas. El proceso de exhumación contó, además del equipo de investigación y los colectivos memorialistas de la zona, con un testigo que de niño vio como mataban a las mujeres e indicó el punto exacto del cementerio de Gerena donde se encontraba la fosa. Además de esto dijo que los asesinos fueron unos falangistas y guardias civiles de la localidad. Este testimonio ha servido como base para la denuncia presentada en 2015. El 15 de diciembre de 2012 se realizó el entierro de sus restos en el cementerio de Guillena.

## Reconocimientos
- En 2011 les fue concedido el Memorial LiberPress 2011.[16]

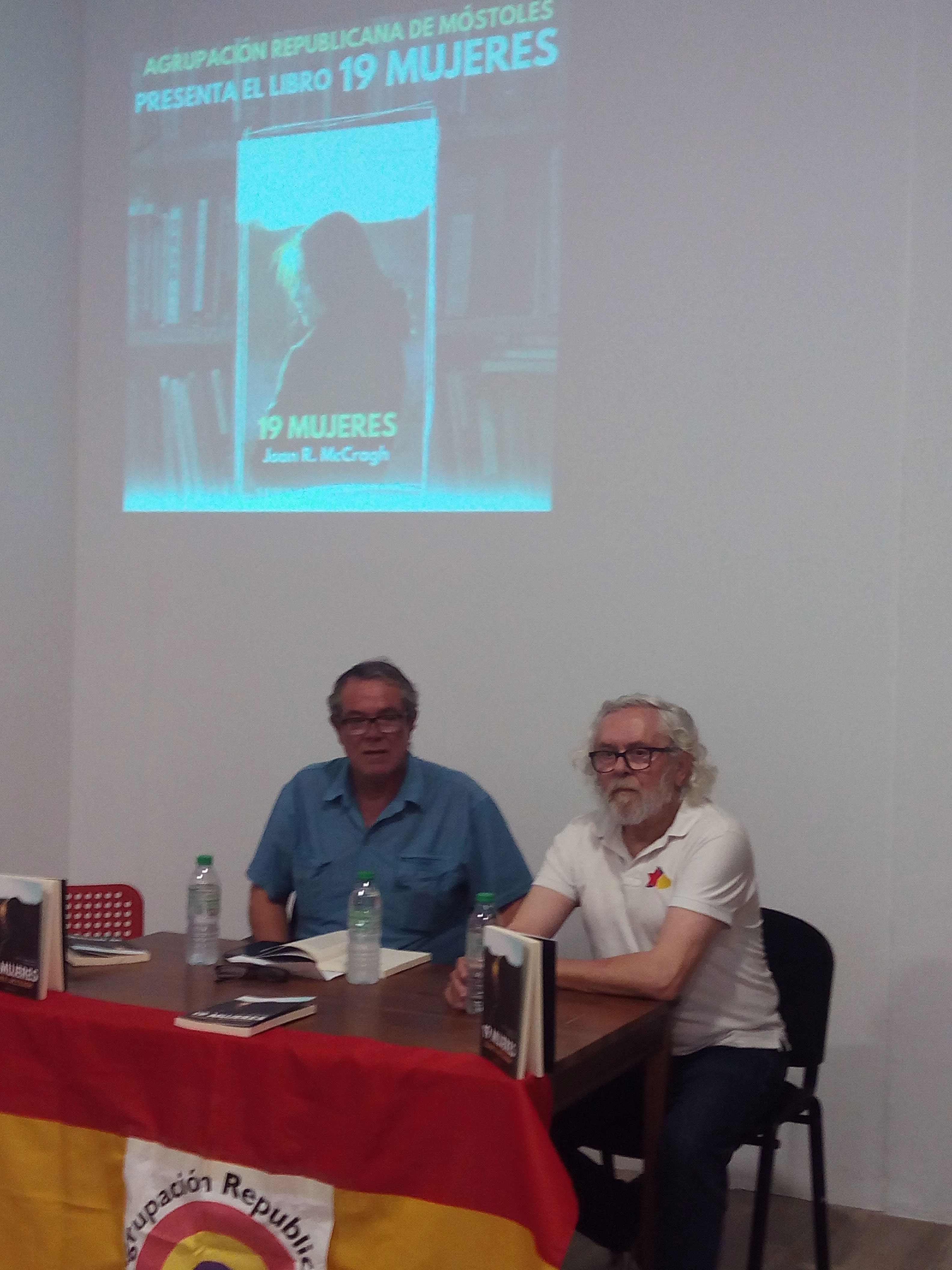
Presentación libro 19 Mujeres en Móstoles, Madrid

- Presentación libro 19 Mujeres en Móstoles, MadridEn 2017 recibieron la medalla de oro de la Diputación de Sevilla.[4][17]
- Se les ha concedido a cada una de ellas el título de Hija Predilecta de la Villa de Guillena a título póstumo.[18]
- En Sevilla una glorieta lleva su nombre. 37°23′39″N 5°54′54″O / 37.3941924, -5.9149123
- Publicación del libro 19 Mujeres.[19] Se trata de una novela basada en la historia real ocurrida en Guillena entre los años 1936 y 1937. La fecha de la publicación, el 15 de diciembre de 2021, es el noveno aniversario de la recuperación de los restos de las diecisiete mujeres fusiladas.[20] En la cuarta edición del libro se ha añadido el capítulo "Los ojos de Miguel", artículo escrito por Almudena Grandes tras conocer al hijo de Granada Garzón de la Hera a la que dio vida en un spot Cultura contra la impunidad en apoyo a las víctimas del franquismo realizado en el año 2010, en el que quince artistas encarnan a quince personas que fueron ejecutadas durante la Guerra Civil y la dictadura franquista.[21][22]
- El documental  Guillena 1937, recibió el 2º premio Accésit en el VII Concurso Internacional de Creación Documental sobre la Memoria de Andalucía Imagenera 2013. Festival de Cine de Ourense 2013.[23]